# Reteporellina conservatrix
Reteporellina conservatrix är en mossdjursart som beskrevs av Gordon 1989. Reteporellina conservatrix ingår i släktet Reteporellina och familjen Phidoloporidae. Inga underarter finns listade i Catalogue of Life.